# Hijra
Hijra eller Hidjra (ar. هِجْرَة hiǧra "udvandring) er en betegnelse for en konstituerende begivenhed i islams formative år, hvor Muhammed og hans følgeskab i 622 udvandrede fra Mekka til Medina.
Muhammed var i 613 begyndt at forkynde den lære, han i åbenbaringer modtog af englen Gabriel, og han vandt med tiden en del tilhængere, men den nye lære vakte også en betydelig modstand blandt mekkanerne, ikke mindst på grund af dens uforsonlige fordømmelse af den traditionelle arabiske polyteisme. Særligt anstødeligt var dette for Muhammeds egen stamme, Quraysh-stammen, der længe havde fungeret som vogtere af Ka'baen, der tjente som centralt helligsted for den førislamiske arabiske religion, og stemningen blev med tiden så fjendsk, at der ifølge muslimske kilder var flere forsøg på at snigmyrde Muhammed.
I 622 drog Muhammed da den konsekvens, at det var bedre, om han og hans tilhængere forlod Mekka og emigrerede til et sted, hvor de kunne få fred til at praktisere deres religion, og Muhammed udså sig byen Yathrib, en større oaseby 320 km nord for Mekka, hvor der allerede boede en del muslimske konvertitter. Hertil drog han op i september 622. Denne udvandring, kaldet hidjra, blev på mange måder skelsættende i islams historie, og den muslimske tidsregning, indført af Umar ibn al-Khattab i år 638, tager udgangspunkt i denne udvandring, idet årstal angives i AH (af lat. Anno Hegirae "i hidjraens år").
Muhammed blev i Yathrib indbudt til at mediere i en fejde mellem to arabiske grupperinger, Aws og Khazraj, og endte med at forlige parterne ved, at begge grupper tilsluttede sig hans muslimske samfund. Yathrib skiftede snart efter navn til Madīnat an-Nabī (Profetens by). Kort efter hijra blev der udformet en traktat, som regulerede forholdet mellem de forskellige muslimske og jødiske stammer i byen, og som indsatte Muhammed som mægler i alle stridigheder imellem grupperne. Fra 1800-tallet er denne pagt blevet kendt som Medinaforfatningen, og den har dannet skole for en række senere regelsæt for forholdet mellem muslimer og ikkemuslimer.
En almen misforståelse er, at hidjra startede på den første dag (1. muharram) i år 1 AH. Hidjra startede først den 26. safar samme år, hvor Muhammed forlod sit hjem i Mekka og opholdt sig tre dage i en hule ved Djebel Thawr (omkring otte kilometer væk).

## Hijraens kronologi
- Dag 1, torsdag d. 26. safar, 1 AH, 9. september 622
  - Muhammed forlod sit hjem i Mekka og opholdt sig tre dage i en hule ved Djebel Thawr
- Dag 5, mandag d. 1. rabi' al-awwal, 1 AH, 13. september 622
  - Muhammed forlod området omkring Mekka og rejste til området omkring Yathrib
- Dag 12, mandag d. 8. rabi' al-awwal, 1 AH, 20. september 622
  - Muhammed ankom til Quba' nær Medina
- Dag 16, fredag d. 12. rabi' al-awwal, 1 AH, 24. september 622
  - Muhammed besøgte for første gang Medina for at deltage i fredagsbønnen
- Dag 26, mandag d. 22. rabi' al-awwal, 1 AH, 4. oktober 622
  - Muhammed flyttede fra Quba' til Medina

De muslimske datoer er angivet efter den islamiske kalender, der indførtes 17 år efter. De vestlige datoer er angivet efter den julianske kalender. Hijraen fejres hvert år på den 8. rabi' al-awwal, 66 dage efter det islamiske nytår. 
De julianske datoer angivet ovenfor kan have været tre islamiske måneder tidligere (89 dage tidligere), da der mellem år 1 AH og år 10 AH blev indsat skudmåneder i månekalenderen (i år 10 AH blev det forbudt at indsætte ekstra måneder i kalenderen). Der blev efter al sandsynlighed indsat tre skudmåneder, og tidlige muslimer kan have undladt at tilrette datoerne efter denne ændring.